# 尼迪蓬·潘普佩克
尼迪蓬·潘普佩克（1991年5月31日—），泰國男子羽毛球運動員，專長雙打項目。他曾与玛尼蓬·宗集赢得亞洲羽毛球錦標賽男雙季军（2014年）。

## 簡歷
2010年12月，尼迪蓬·潘普佩克与Nessara Somsri出战印度羽毛球國際挑戰賽，在混双準决赛以0比2（21-23、17-21）不敌赛会2号种子、印度的阿倫·維什奴/阿帕娜·巴蘭。
2012年12月，尼迪蓬·潘普佩克与沙威丽·阿米达拜出战印度羽毛球黃金大獎賽，在混双决赛以0比2（12-21、22-24）不敌赛会2号种子、印尼的弗兰·库尔尼亚万·邓/申迪·普斯帕·伊拉瓦蒂，赢得亚军。
2013年3月，尼迪蓬·潘普佩克与玛尼蓬·宗集出战全英羽毛球首要超級賽，在男双準决赛以0比2（20-22、15-21）不敌赛会4号种子、日本强档的遠藤大由/早川賢一。同年7月，他与玛尼蓬·宗集出战美國羽毛球黃金大獎賽，在男双準决赛以1比2（21-15、17-21、21-23）惜败于赛会7号种子、中華台北的梁睿緯/廖冠皓。同期7月，他与玛尼蓬·宗集出战加拿大羽毛球大獎賽，在男双决赛途中因打伤事件引起各界人士关注，最终对手已是国家队选手而被取消资格，因此赢得冠军。
2014年2月，尼迪蓬·潘普佩克与玛尼蓬·宗集出战德國羽毛球黃金大獎賽，在男双準决赛以1比2（21-17、16-21、12-21）不敌赛会头号种子、日本强档的遠藤大由/早川賢一。同年4月，他与玛尼蓬·宗集出战印度羽毛球超級賽，在男双準决赛以0比2（15-21、15-21）不敌赛会2号种子、丹麦强档的玛蒂亚斯·鲍伊/卡斯腾·摩根森。同期4月，他参加韩国金泉市举办的亞洲羽毛球錦標賽，在男双準决赛以0比2（17-21、20-22）不敌韩国强档的申白喆/柳延星，赢得季军。同年7月，他与玛尼蓬·宗集出战美國羽毛球黃金大獎賽，在男双决赛以2比1（21-17、15-21、21-18）击败了赛会头号种子、丹麦强档的玛蒂亚斯·鲍伊/卡斯腾·摩根森，赢得冠军。
2015年3月，尼迪蓬·潘普佩克与特拉武特·波提恩出战越南羽毛球國際挑戰賽，在男双準决赛以0比2（17-21、15-21）不敌赛会6号种子、中華台北的盧敬堯/田子傑。同年7月，他代表泰國Bangkok Thonburi University出戰韓國光州市舉行的世界大學生運動會羽毛球比賽，贏得混合團體及男子雙打銅牌。同年9月，他与博丁·伊沙拉出战哈爾科夫羽毛球國際賽，在男双决赛以2比0（21-18、21-13）击败了赛会头号种子、波兰的亚当·克瓦林纳/普热梅斯瓦夫·瓦查，赢得冠军。同期9月，他与博丁·伊沙拉出战雪梨羽毛球國際賽，在男双準决赛以0比2（18-21、19-21）不敌中華台北的劉韋辰/楊博涵。同年10月，他与博丁·伊沙拉出战瑞士羽毛球國際賽，在男双準决赛以0比2（15-21、15-21）不敌赛会2号种子、马来西亚强档的古健傑/陳文宏。同年11月，他与博丁·伊沙拉出战巴林羽毛球國際挑戰賽，在男双决赛以2比0（21-9、21-14）击败了队友的万纳瓦·安布苏万/提恩·伊斯里亚内特，赢得冠军。同年12月，他与博丁·伊沙拉出战美國羽毛球大獎賽，在男双準决赛以1比2（21-14、16-21、21-23）不敌赛会头号种子、俄罗斯强档的弗拉基米尔·伊万诺夫/伊万·索松诺夫。同期12月，他与博丁·伊沙拉出战墨西哥城羽毛球大獎賽，在男双决赛以0比2（20-22、18-21）不敌赛会3号种子、印度强档的马奴·阿特里/苏密特·雷迪，赢得亚军。
2016年10月，尼迪蓬·潘普佩克与博丁·伊沙拉出战丹麥羽毛球首要超級賽，在男双决赛以1比2（21-14、20-22、19-21）不敌赛会4号种子、奥运亚军的吳蔚昇/陳蔚強，这也是他们首次打进超级赛，赢得亚军。同期10月，他与博丁·伊沙拉出战法國羽毛球超級賽，在男双决赛途中的第三局选择退出，第二度打进超级赛赢得亚军。
2017年8月，尼迪蓬·潘普佩克代表泰国参加馬來西亞吉隆坡举办的東南亞運動會羽毛球比賽，在率先进行的团体赛，泰国男队赢得季军；此外，他还与博丁·伊沙拉的男双準决赛以0比2（12-21、15-21）不敌赛会3号种子、马来西亚强档的王耀新/张御宇，赢得季军。同年10月，他与博丁·伊沙拉出战碧特博格羽毛球黃金大獎賽，在男双準决赛以0比2（19-21、10-21）不敌赛会2号种子、丹麦强档的金·阿斯特鲁普/安德斯·斯考劳普·拉斯姆森。
2018年1月，尼迪蓬·潘普佩克与宗功攀·吉迪特拉恭出战泰國羽毛球大師賽，在混双準决赛以0比2（15-21、11-21）不敌赛会5号种子、奥运亚军的陳炳順/吳柳螢。同年5月，他与博丁·伊沙拉出战紐西蘭羽毛球公開賽，在男双準决赛以0比2（18-21、16-21）不敌赛会2号种子、印尼强档的贝里·安格里亚万/哈迪安托。

## 主要比賽成績
只列出曾進入準決賽的國際賽事成績：
| 年份   | 賽事                       | 公開賽級別 | 項目     | 拍檔                 | 成績   |
| ------ | -------------------------- | ---------- | -------- | -------------------- | ------ |
| 2009年 | 老撾羽毛球國際挑戰賽       | 國際挑戰賽 | 混合雙打 | Serithammarak Artima | 準決賽 |
| 2010年 | 印度羽毛球國際挑戰賽       | 國際挑戰賽 | 混合雙打 | Nessara Somsri       | 準決賽 |
| 2012年 | 印度羽毛球黃金大獎賽       | 黃金大獎賽 | 混合雙打 | 沙威丽·阿米达拜      | 亞軍   |
| 2013年 | 全英羽毛球首要超級賽       | 首要超級賽 | 男子雙打 | 玛尼蓬·宗集          | 準決賽 |
| 2013年 | 蘇迪曼盃                   | 其他       | 混合團體 | －                   | 季軍   |
| 2013年 | 美國羽毛球黃金大獎賽       | 黃金大獎賽 | 男子雙打 | 玛尼蓬·宗集          | 準決賽 |
| 2013年 | 加拿大羽毛球大獎賽         | 大獎賽     | 男子雙打 | 玛尼蓬·宗集          | 冠軍   |
| 2014年 | 德國羽毛球黃金大獎賽       | 黃金大獎賽 | 男子雙打 | 玛尼蓬·宗集          | 準決賽 |
| 2014年 | 印度羽毛球超級賽           | 超級賽     | 男子雙打 | 玛尼蓬·宗集          | 準決賽 |
| 2014年 | 亞洲羽毛球錦標賽           | 其他       | 男子雙打 | 玛尼蓬·宗集          | 準決賽 |
| 2014年 | 美國羽毛球黃金大獎賽       | 黃金大獎賽 | 男子雙打 | 玛尼蓬·宗集          | 冠軍   |
| 2015年 | 越南羽毛球國際挑戰賽       | 國際挑戰賽 | 男子雙打 | 特拉武特·波提恩      | 準決賽 |
| 2015年 | 東南亞運動會羽毛球比賽     | 其他       | 男子團體 | －                   | 銀牌   |
| 2015年 | 世界大學運動會羽毛球比賽   | 其他       | 混合團體 | －                   | 銅牌   |
| 2015年 | 世界大學運動會羽毛球比賽   | 其他       | 男子雙打 | 博丁·伊沙拉          | 銅牌   |
| 2015年 | 哈爾科夫羽毛球國際賽       | 國際挑戰賽 | 男子雙打 | 博丁·伊沙拉          | 冠軍   |
| 2015年 | 雪梨羽毛球國際賽           | 國際挑戰賽 | 男子雙打 | 博丁·伊沙拉          | 準決賽 |
| 2015年 | 瑞士羽毛球國際賽           | 國際挑戰賽 | 男子雙打 | 博丁·伊沙拉          | 準決賽 |
| 2015年 | 巴林羽毛球國際挑戰賽       | 國際挑戰賽 | 男子雙打 | 博丁·伊沙拉          | 冠軍   |
| 2015年 | 美國羽毛球大獎賽           | 大獎賽     | 男子雙打 | 博丁·伊沙拉          | 準決賽 |
| 2015年 | 墨西哥城羽毛球大獎賽       | 大獎賽     | 男子雙打 | 博丁·伊沙拉          | 亞軍   |
| 2016年 | 丹麥羽毛球首要超級賽       | 首要超級賽 | 男子雙打 | 博丁·伊沙拉          | 亞軍   |
| 2016年 | 法國羽毛球超級賽           | 超級賽     | 男子雙打 | 博丁·伊沙拉          | 亞軍   |
| 2017年 | 亞洲羽毛球混合團體錦標賽   | 其他       | 混合團體 | －                   | 季軍   |
| 2017年 | 蘇迪曼盃                   | 其他       | 混合團體 | －                   | 季軍   |
| 2017年 | 東南亞運動會羽毛球比賽     | 其他       | 男子團體 | －                   | 銅牌   |
| 2017年 | 東南亞運動會羽毛球比賽     | 其他       | 男子雙打 | 博丁·伊沙拉          | 銅牌   |
| 2017年 | 碧特博格羽毛球黃金大獎賽   | 黃金大獎賽 | 男子雙打 | 博丁·伊沙拉          | 準決賽 |
| 2018年 | 泰國羽毛球大師賽           | 超級300賽  | 混合雙打 | 宗功攀·吉迪特拉恭    | 準決賽 |
| 2018年 | 紐西蘭羽毛球公開賽         | 超級300賽  | 男子雙打 | 博丁·伊沙拉          | 準決賽 |
| 2018年 | 越南羽毛球公開賽           | 超級100賽  | 混合雙打 | 沙威麗·阿米達拜      | 冠軍   |
| 2018年 | 印尼邦加勿里洞羽毛球大師賽 | 超級100賽  | 混合雙打 | 沙威丽·阿米达拜      | 亞軍   |
| 2018年 | 印度羽毛球國際挑戰賽       | 國際挑戰賽 | 男子雙打 | 因革叻·阿披素        | 準決賽 |
| 2018年 | 印度羽毛球國際挑戰賽       | 國際挑戰賽 | 混合雙打 | 沙威丽·阿米达拜      | 冠軍   |
| 2019年 | 泰國羽毛球大師賽           | 超級300賽  | 混合雙打 | 沙威丽·阿米达拜      | 準決賽 |
| 2019年 | 蘇迪曼盃                   | 其他       | 混合團體 | －                   | 季軍   |
| 2019年 | 東南亞運動會羽球比賽       | 其他       | 男子團體 | －                   | 銅牌   |

| 2007-2017年 | 首要超級賽 | 超級賽 | 黃金大獎賽 | 大獎賽 | 國際挑戰賽 | 國際系列賽 | 未來系列賽 | 其他 |

| 2018-2026年 | 總決賽 | 超級1000賽 | 超級750賽 | 超級500賽 | 超級300賽 | 超級100賽 | 國際挑戰賽 | 國際系列賽 | 未來系列賽 | 其他 |

### 奧運會和世錦賽參賽紀錄
|          | 搭檔            | 2013        | 2014 |      | 2019 |
| 男子雙打 | 玛尼蓬·宗集     | 48強 (退賽) | 32強 | －   |      |
| 混合雙打 | 沙威麗·阿米達拜 | －          | －   | 16強 |      |